# Heterachthes bilineatus
Heterachthes bilineatus là một loài bọ cánh cứng trong họ Cerambycidae.